# Damaged People
Damaged People es una canción del grupo inglés de música electrónica Depeche Mode compuesta por Martin Gore, publicada en el álbum Playing the Angel de 2005.

## Descripción
Es una triste función minimalista electroacústica que de muchos modos crítica la vida moderna, clamando desde su primera línea “Somos Gente Dañada”, que se convierte en casi un llamado desesperado por comprensión, en una notación sintética aguda para complementar la desolación lírica que maneja, y unos cuantos acordes de guitarra totalmente disueltos en la base electrónica.
Cantado por el mismo Martin Gore, como todos los temas en los que él pone la voz, es una pieza de inspiración muy minimalista, pues la musicalización no llega en momento alguno a ser fuerte, mientras la letra en sí es poco abundante, con tan solo una estrofa, coro, segunda estrofa y nuevamente coro para concluir; de hecho es la canción más corta del álbum apenas después del tema instrumental Introspectre que le antecede y con el cual por cierto está continuada.
Aunque se apoya más en la letra, la musicalización es persistente por lo cual es uno de esos temas lírico-musicales sin que la voz opaque el acompañamiento sintético ni viceversa. En los coros y en la mitad de la segunda estrofa la voz de Gore está doblada con eco, haciendo un extraño efecto como si estuviese a dos voces, que en realidad no lo está, por lo menos no en el álbum Playing the Angel. Además de ello, el tema cuenta con una percusión apagada que queda prácticamente relegada en la base electrónica principal.
La letra de los coros curiosamente es idéntica a la de una sección de la ópera rock Jesucristo Superstar de Andrew Lloyd Weber, haciendo de Playing the Angel un álbum en donde se encuentran dos influencias externas en la música de DM junto con John the Revelator. Sin embargo, a diferencia de aquel, Damaged People habla de lo disfuncionales y depravadas que se han vuelto las personas, de cómo potencialmente podemos herirnos al no darnos algo de ayuda, aislándonos tan solo en los sentimientos sinceros y puros del amor verdadero.
Así, es uno de los temas más acongojados de DM, pues no se dirige a un amor perdido sino al modo de vida actual en que no nos apoyamos mutuamente y solo se puede encontrar algo de refugio en los brazos de la persona querida, por lo cual acaba siendo en realidad un esperanzador y sentido tema de agradecimiento a quien dé algo de comprensión.

## En directo
La canción ha estado presente tan solo durante el correspondiente Touring the Angel, aunque no en todas las fechas pues se rotaba con el tema Macro del mismo álbum y también cantado por Gore.
La interpretación se hacía idéntica a la del álbum, electroacústica, con Peter Gordeno además de tocando la notación sintética principal haciendo la segunda voz en los coros y en parte de la segunda estrofa, mientras Christian Eigner realizaba la percusión apagada a mano, sin baquetas, tal como se presenta en el disco.
- Datos: Q5483091